# スノーデン (映画)
『スノーデン』（Snowden）は、オリバー・ストーン監督、キーラン・フィッツジェラルド及びストーン脚本による2016年のアメリカ合衆国の伝記・ポリティカル・スリラー映画。ルーク・ハーディングのノンフィクション本『スノーデンファイル 地球上で最も追われている男の真実』及びアナトリー・クチェレナの本『Time of the Octopus』が原作となっている。撮影は2015年2月16日よりドイツのミュンヘンなどで行われた。
2016年9月16日よりオープン・ロード・フィルムズ配給で北米公開された。
日本では、2017年1月27日に公開上映開始。

## 内容
2013年6月にコンピュータ専門家のエドワード・スノーデンがアメリカ国家安全保障局の機密情報を『ガーディアン』誌に暴露した事件の詳細が描かれる。

## キャスト
※括弧内は日本語吹替
- エドワード・スノーデン - ジョセフ・ゴードン＝レヴィット（終盤のシーンはスノーデン本人が演じる）（内田夕夜）

元CIA職員。高校を中退した過去がある。
- リンゼイ・ミルズ - シャイリーン・ウッドリー（たかはし智秋）

スノーデンの恋人。写真が趣味。
- ローラ・ポイトラス - メリッサ・レオ（桜岡あつこ）

ドキュメンタリー映画作家。
- グレン・グリーンウォルド - ザカリー・クイント（木内秀信）

ジャーナリスト。
- イーウェン・マカスキル（英語版） - トム・ウィルキンソン（長克巳）

ガーディアン紙国防情報担当特派員。
- トレバー・ジェイムズ - スコット・イーストウッド（川原元幸）

スノーデンの新たな上司。
- ドローンの男性パイロット - ローガン・マーシャル＝グリーン
- ジェネヴァ - ティモシー・オリファント

CIA捜査官。
- ガブリエル・ソル - ベン・シュネッツァー

コンピューター技師。スノーデンのCIA時代の同僚。
- パトリック・ヘインズ - ラキース・リー・スタンフィールド
- コービン・オブライアン - リス・エヴァンス（井上和彦）

スノーデンの課題のクリアの早さを見届けた。
- ハンク・フォレスター - ニコラス・ケイジ[7]（大塚明夫）

教官。

## 製作

### 企画

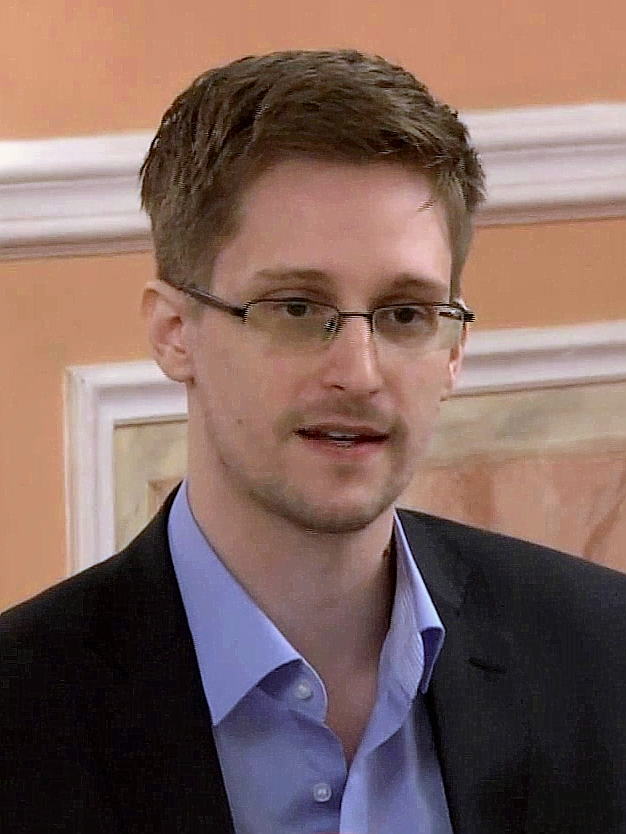
オリバー・ストーンは複数回に渡ってモスクワでエドワード・スノーデンと会い、彼に起こったことを調べている。

オリバー・ストーンが最初に本作の映画化の話を持ちかけられたのは、ジェイミー・フォックスが主演を務める予定のマーティン・ルーサー・キング・ジュニアに関する伝記映画に取りかかっていたときであった。同作の内容ですでに物議を醸していたため、ストーンはさらなる火種となりかねない新たな題材の映画に取り組むのは躊躇した。しかし、ポイトラスと共にスノーデンによる暴露に貢献したジャーナリストのグレン・グリーンウォルドがストーンにアドバイスを求めてきたり、さらに数ヵ月後にはスノーデンの弁護士のアナトリー・クチェレナがプロデューサーを介して面会を求めてきたりするなど、さまざまな出来事や説得材料に後押しされて、結局ストーンは映画の監督を受諾するに至った。事件について記したグリーンウォルドの本の映画化権はコロンビア映画が既に取得済みであった。2014年6月2日、ストーンとモリッツ・ボーマンがルーク・ハーディングによるノンフィクション本『スノーデンファイル 地球上で最も追われている男の真実』の権利を獲得し、ストーンがそれを基にした映画の脚本と監督を務めることが発表された。ストーンが『Snowden』の制作および監督に専念することが決まったため、マーティン・ルーサー・キング・ジュニアの映画化は中止となった。2014年6月10日、ストーンがさらにクチェレナの本『Time of the Octopus』の権利も獲得し、『スノーデンファイル』と併せた2冊を基に脚本を書く事が明らかとなった。2014年11月6日、オープン・ロード・フィルムズが米国での配給権を獲得し、一方でワイルド・バンチが海外セールスの舵を取ることとなった。さらに2014年11月10日、『Deadline』はエンドゲーム・エンターテインメントが製作に加わったことを報じた。2015年4月、ウィキリークスはストーンがハーディングの本の権利購入のために70万ドル、クチェレナの本に100万ドルを支払ったことを明かした。

### プリプロダクション
撮影開始前、ストーンとゴードン＝レヴィットはスノーデン逮捕を企てる米国政府から逃れるために彼が恋人のリンゼイ・ミルズと共に住んでいたモスクワを訪れた。ゴードン＝レヴィットは彼をフィリップ・プティ（ゴードン＝レヴィットが2015年の映画『ザ・ウォーク』で演じた）に似た人物であると説明した。しかしながらプロジェクトに参加する米国企業が現れず、またスタジオの協力も得られずに資金調達が困難となった。その後、イギリスとドイツからの資金調達が決まり、撮影はドイツで行われることとなった。

### キャスティング
2014年9月21日、アメリカ国家安全保障局（NSA）の機密情報を2013年6月に主要メディアに暴露したコンピュータ専門家のエドワード・スノーデン役のためジョセフ・ゴードン＝レヴィットと交渉中であることが報じられた。2014年11月10日、ゴードン＝レヴィットが主役を務めることが報じられた。2014年11月14日、スノーデンの恋人のリンゼイ・ミルズ役のためシャイリーン・ウッドリーとの最終交渉に入ったことが報じられた。2015年2月2日、スコット・イーストウッドがNSA捜査官役で加わった。2015年2月4日、メリッサ・レオがドキュメンタリー映画作家のローラ・ポイトラス役、ザカリー・クイントがスノーデンにより機密情報の提供相手に選ばれたジャーナリストのグレン・グリーンウォルド役、トム・ウィルキンソンがスノーデンの暴露の報道を助けた『ガーディアン』のジャーナリストのユエン・マッカスキル役でキャストに加わった。2015年2月13日、『バラエティ』はベン・シュネッツァーが加わったことを報じた。2015年2月19日、スノーデンがCIA捜査官の頃の悪逆上司ジェネヴァ役でティモシー・オリファントが加わり、さらに2月20日にはリス・エヴァンスとジョエリー・リチャードソンが追加された。2015年2月23日、ニコラス・ケイジが元米国諜報機関職員役での出演契約を交わした。2015年2月25日、ラキース・リー・スタンフィールドがスノーデンの親友でもあるNSAの同僚役でキャストに加わった。
スノーデンを演じるにあたってゴードン＝レヴィットは技術と民主主義の関係についての「対話を促進するのを助ける」ために出演料を全額寄付することを約束した。

### 撮影
主要撮影は2015年2月16日にドイツのミュンヘンで始まった。4月半ばにはワシントンD.C.での撮影が行われた。4月15日から18日にかけてはハワイ州で撮影が行われた。映画に使われた家はスノーデンが実際に住んでいたのと同じ通りのものである。4月末にはザ・ミラ ・ホンコンでの撮影が始まり、さらに続いて土瓜湾の古いビルでも行われた。撮影は5月末まで続いた。
NSAの干渉を恐れたストーンは米国外での撮影を決めていた。ストーンは「我々はここで危険に晒されているような気がした。我々にはNSAが何をするのかわからなかったので、ミュンヘンで終わらせた。そしてそれは美しい経験だった」と語った。

## 公開
2015年2月20日、オープン・ロード・フィルムズは2015年12月25日米国公開の予定を組んだ。パテは2015年12月30日にフランスで公開、ユニバーサム・フィルムは2016年1月7日にドイツで公開する予定であった。しかしながら2015年9月、オープン・ロードは公開日を2016年に延期させた。スタジオは延期理由を明かさなかったが、『ハリウッド・リポーター』誌はおそらく映画がまだ未完成であるからだと報じた。2015年10月7日、公開予定日は2016年5月13日となることが発表された。2016年2月19日、賞レースコンテンダーにふさわしいクオリティであるとみなされたために公開日は9月16日に延期された。2016年4月27日、1本目の予告編が公開された。
第69回カンヌ国際映画祭監督のティエリー・フレモーは映画を鑑賞し、「本当に素晴らしい作品だ。『シチズンフォー スノーデンの暴露』を見事に補完している。多くを理解するのに役立つ」と賞賛した。フレモーはカンヌでの上映を望んでいたが、プロデューサーは「オスカーを目指したいのでカンヌでのプレミアは少々早すぎる」と説明して断った。2016年9月に第41回トロント国際映画祭で行われ、さらに第64回サン・セバスティアン国際映画祭でヨーロッパ・プレミアが行われる予定である。
ストーンはサンバレーにあるアーネスト・ヘミングウェイの旧宅でプライベート上映会を開き、ローラ・ポイトラスを演じたメリッサ・レオらを含む約2ダースの観客が招かれた。招待客には秘密保持契約が結ばされた。
2016年7月21日にはサンディエゴ・コミコンで招待者限定の上映会が開かれ、さらに同イベントで2本目の予告編が公開された。
日本では、2016年9月15日にストーンの70歳の誕生日に合わせて、公開日が2017年1月27日になることが発表された。

## 評価
レビュー・アグリゲーターのRotten Tomatoesでは263件のレビューで支持率は61%、平均点は6.20/10となった。Metacriticでは43件のレビューを基に加重平均値が58/100となった。